# Une sale histoire (film)
Pour les articles homonymes, voir Une sale histoire.
Pour plus de détails, voir Fiche technique et Distribution.
Une sale histoire est un drame satirique français écrit et réalisé par Jean Eustache, sorti en 1977.
Récit en diptyque, il s'agit de deux versions successives, avec des interprètes différents,.

## Synopsis
Deux hommes racontent successivement, devant un groupe d'amis, comment ils sont devenus voyeurs en regardant par un trou dans les toilettes des dames, et ce qu'ils pensent du sexe des femmes, de leur propre obsession.

## Fiche technique
Sauf indication contraire, les informations mentionnées dans cette section peuvent être confirmées par les bases de données cinématographiques IMDb et Allociné,  présentes dans la section « Liens externes ».
- Titre original et francophone : Une sale histoire
- Réalisation et scénario : Jean Eustache
- Photographie : Pierre Lhomme, Jacques Renard
- Montage : Chantal Colomel
- Production : Jean Eustache
- Pays de production :  France
- Langue originale : français
- Format : couleur - 35 mm / 16 mm - mono
- Genre : drame satirique
- Durée :  50 minutes
- Dates de sortie :
  - France : 9 novembre 1977 (sortie nationale) ; 7 juin 2023 (version restaurée)

## Distribution
Sauf indication contraire, les informations mentionnées dans cette section peuvent être confirmées par les bases de données cinématographiques IMDb et Allociné,  présentes dans la section « Liens externes ».
- Volet « document » :
  - Jean-Noël Picq : le voyeur
  - Élisabeth Lenchener
  - Françoise Lebrun
  - Virginie Thévenet
  - Annette Wademant
  - Jean Eustache
- Volet « fiction » :
  - Michael Lonsdale : le voyeur
  - Douchka
  - Laura Fanning
  - Josée Yanne
  - Jacques Burloux
  - Jean Douchet

## Accueil

### Critique
Le critique Jean Roy y voit le film manifeste de Jean Eustache.